# Elachista grandiferella
Elachista grandiferella é uma espécie de insetos lepidópteros, mais especificamente de traças, pertencente à família Elachistidae. Foi descrita por Sruoga em 1992. É encontrada na Ásia Central.